# Argyripnus
Genre
Argyripnus est un genre de poissons téléostéens de la famille des Sternoptychidae.

## Liste d'espèces
Selon ITIS :
- Argyripnus atlanticus Maul, 1952
- Argyripnus brocki Struhsaker, 1973
- Argyripnus electronus Parin, 1992
- Argyripnus ephippiatus Gilbert & Cramer, 1897
- Argyripnus iridescens McCulloch, 1926
- Argyripnus pharos Harold & Lancaster, 2003